# Мики Савићевић
Милорад Мики Савићевић (Београд,  27. новембар 1935 — Београд, 28. јул 2017) био је привредник, менаџер и друштвено-политички радник СФР Југославије и СР Србије, правник по образовању и генерални директор спољно-трговинског предузећа „Генералекспорт”, познатијег као „Генекс”.

## Биографија
Рођен је  27. новембра 1935. године у Београду, у породици Косте Савићевића, предратног банкара, пореклом из Црне Горе.
У родном граду је завршио основну школу и гимназију. Дипломирао је на Правном факултету Универзитета у Београду. Иако правник, каријеру је провео у привреди. Наиме, још као апсолвент права 1956. године почиње своју каријеру у „Генексу”, на позицији помоћног референта.
Након шест година у „Генексу”, 1962. године прелази на рад у Савезно извршно веће (СИВ), најпре код Милоша Минића, који је у међувремену постао потпредседник СИВ-а, потом у Савезни секретаријат за финансије, код Кире Глигорова, где је радио у сектору који се бавио девизним законима, а напослетку код Боривоја Јелића у новоформирани Секретаријат за привреду. Коначан повратак у „Генекс” уследио је 1970. године.
Савићевићев други боравак у „Генексу” (1970—1991) обележио је најпре обрачун са српским политичким руководством. Након пада Марка Никезића и Латинке Перовић, дошло је до смене и повлачења низа руководилаца успешних колектива у Србији. Тадашњи и дугогодишњи генерални директор „Генекса”, Влада Вишњић, под политичким притиском такође је био приморан да поднесе неопозиву оставку. Савићевић тада долази на његову позицију, на којој остаје све до почетка деведесетих година, када такође из политичких разлога подноси оставку. Наследио га је Андрија Дозет. Под Савићевићевим вођством, „Генекс” је пред распад СФРЈ, 1989. године запошљавао око 6500 људи, био је међу првих 16 од 600 најуспешнијих фирми земаља у развоју, са годишњим обртом од преко 5 милијарди долара, што је износило 13% југословенског, а 27% спољно-трговинског промета Србије и 60 предузећа широм света. Широку лепезу фирми у земљи у власништву „Генекса” чинили су „Авиогенекс”, „Југотурс”, „Интерконтинентал”, „Мекдоналдс”, „Дели франс”, итд. Крајем осамдесетих, Савићевић се налазио и на месту председника Смучарског савеза Југославије (ССЈ).
Током деведесетих година, након лечења у Земунској болници и по напуштању директорске функције у „Генексу”, Савићевић се бавио приватним бизнисом у Италији, Швајцарској и Русији, а био је и политички ангажован, најпре у реформским снагама, потом и у Демократском покрету Србије (ДЕПОС). Касније је уз Владана Батића био оснивач и високи функционер Демохришћанске странке Србије (ДХСС) и након Петог октобра 2000. се по други пут враћа у „Генекс” и обавља функцију генералног директора све до 2006. године, када одлази у пензију.
У периоду од 1981. до 1982. године обављао је функцију председника Кошаркашког клуба „Партизан”.
Савићевић је био ожењен и има два сина, Игора и Константин-Вука. Умро је 28. јула 2017. године у Београду. Сахрањен је у породичној гробници на Новом гробљу у Београду.

## Видите још
- Влада Вишњић